# پابلو (بازیکن فوتبال، زاده ۱۹۹۲)
پابلو فیلیپ تیشیرا (پرتغالی: Pablo Felipe Teixeira؛ زادهٔ ۲۳ ژوئن ۱۹۹۲) بازیکن فوتبال اهل برزیل است.
از باشگاه‌هایی که در آن بازی کرده است می‌توان به باشگاه فوتبال اتلتیکو پارانائنزه، باشگاه فوتبال رئال مادرید کاستیا، باشگاه فوتبال سرزو اوساکا، باشگاه فوتبال فیگیرنسه، و باشگاه فوتبال رئال مادرید اشاره کرد.